# Elizabeth Laird (physicienne)
Pour les articles homonymes, voir Elizabeth Laird.
Elizabeth Rebecca Laird (6 décembre 1874 – 3 mars 1969) est une physicienne canadienne qui a été doyenne du département de physique au Mount Holyoke College pendant près de quatre décennies. Elle est la première femme admise par Sir J. J. Thomson en recherche au Laboratoire Cavendish de l'université de Cambridge. Elizabeth Laird est diplômée de la London Collegiate Institute, en 1893, et a fréquenté l'University College de l'Université de Toronto après qu'en raison de son sexe, elle s'est vu refuser une bourse avec laquelle elle aurait pu étudier à l'étranger. Elle a obtenu son Ph.D. en physique et mathématiques du Bryn Mawr College en 1901.

## Biographie

### Jeunesse et éducation
Elizabeth Laird est née le 6 décembre 1874, à Owen Sound, en Ontario. Sa mère est Rebecca Laird et son père, le Révérend John Laird, un prêtre méthodiste.
En 1893 Elizabeth Laird gradue du London Collegiate Institute et continue ses études pour obtenir un baccalauréat en arts en mathématiques et physique du University College de l'Université de Toronto en 1896, où elle reçoit la médaille d'or de l'université. Elle enseigne pendant un an au Ontario Ladies' College, lequel fait présentement partie du Trafalgar Castle School.
En 1898, elle reçoit un fellowship gradué en physique du Bryn Mawr College.
Elle étudie à l'université Humboldt de Berlin de 1898 à 1899, où elle travaille avec Max Planck et sous Emil Warburg sur le décalage temporel en magnétisation,.
Pendant son séjour à Humboldt, elle est la première à utiliser une lampe de Nernst pour un projet en physique.
Elizabeth Laird reçoit son Ph.D. en physique et mathématiques du Bryn Mawr College en 1901 pour ses travaux en spectroscopie et magnétisme. L'Université de Toronto lui décerne un degré honorifique en 1927 et l'Université de Western Ontario, en 1945.

### Carrière

#### Mount Holyoke College
Elizabeth Laird est engagée par le Mount Holyoke College comme assistante en physique en 1901. Elle est promue instructrice l'année suivante et devient doyenne du département en 1903. Elle est la première femme admise par Sir J. J. Thomson en recherche au laboratoire Cavendish de l'université de Cambridge. Elle prend sa retraite pour devenir professeur émérite en 1940.

#### Retour de retraite
Elizabeth Laird sort de sa retraite au cours de la Seconde Guerre mondiale pour travailler en recherche sur les radars à l'Université de Western Ontario pour le Conseil national de recherches Canada.
Sa maison de retraite était à London, en Ontario, et elle s'est présentée au centre de recherche en 1940, en demandant à aider. Elle y travaille sans salaire, mais a un rôle à part entière dans la recherche, y compris dans les expériences situées dans le bâtiment non chauffé destiné à l'étude des antennes. En 1945, elle est nommée professeur honoraire de physique et continue à travailler sur l'absorption des fréquences ultra-hautes de rayonnement par les tissus jusqu'à son deuxième départ à la retraite en 1953,. Le physicien A. D. Misener dit d'Elizabeth Laird qu'elle était « la rare combinaison d'un travailleur consciencieux et productif en recherche, de même qu'un enseignant inspirant et capable. »